# Henrik Andersson
Henrik Andersson es un deportista sueco que compitió en piragüismo en la modalidad de aguas tranquilas. Ganó dos medallas de bronce en el Campeonato Mundial de Piragüismo de 1997, en las pruebas de K2 200 m y K4 500 m.

## Palmarés internacional
| Campeonato Mundial | Campeonato Mundial | Campeonato Mundial | Campeonato Mundial |
| Año                | Lugar              | Medalla            | Competición        |
| ------------------ | ------------------ | ------------------ | ------------------ |
| 1997               | Dartmouth (Canadá) | Medalla de bronce  | K2 200 m           |
| 1997               | Dartmouth (Canadá) | Medalla de bronce  | K4 500 m           |